# Quantification géométrique
Pour les articles homonymes, voir quantification.
En physique mathématique, la quantification géométrique est une approche formelle du passage de la mécanique classique à la mécanique quantique fondée sur la géométrie symplectique. Par exemple, des liens peuvent être tissés entre :
- l'équation de Hamilton et l'équation de Heisenberg;
- le crochet de Poisson et le commutateur quantique.

Physiquement parlant, la quantification géométrique consiste à mettre un chapeau {\displaystyle {\hat {\cdot }}} sur les observables classiques d'une variété symplectique {\displaystyle (M,\omega )} donnée.
Mathématiquement parlant, la quantification géométrique consiste à définir un monomorphisme d'algèbres allant de l'algèbre de Poisson d'une variété symplectique à l'algèbre d'endomorphismes autoadjoints d'un espace de Hilbert.
Le programme de quantification géométrique fut initié par Jean-Marie Souriau vers 1960.
Le but, à terme, est de définir la quantification de Dirac dans un contexte géométrique, i.e. où les coordonnées locales ne jouent qu'un rôle auxiliaire.
Ce faisant, la quantification géométrique n'utilise que des concepts géométriques e.g. des variétés symplectiques, des fibrés, des sections de fibrés, des dérivées covariantes, etc.
L'intérêt d'une telle construction géométrique de la mécanique quantique vient, en particulier, du fait que la relativité générale est fondée sur la géométrie différentielle.
La quantification géométrique fut l'un des principaux moteurs de recherche en géométrie symplectique des années '60 aux années '80.
Remarque : Dans l'exposé qui suit, la convention de signe employée pour le crochet de Poisson est celle {\displaystyle \{f,g\}=\sum _{i}(\partial _{p_{i}}f)(\partial _{q^{i}}g)-(\partial _{q^{i}}f)(\partial _{p_{i}}g)} utilisée par Landau et Lifschitz , Souriau , Kirillov , Woodhouse  puis McDuff et Salamon  et non celle {\displaystyle \{f,g\}=\sum _{i}(\partial _{q^{i}}f)(\partial _{p_{i}}g)-(\partial _{p_{i}}f)(\partial _{q^{i}}g)} employée par Dirac, Arnold , Goldstein  et de Gosson .

## Historique
1913 : Niels Bohr élabore son modèle atomique, le modèle de Bohr. Ce modèle sera raffiné par Arnold Sommerfeld pour en faire le modèle de Bohr-Sommerfeld.
1925 :
En janvier 1925, Louis de Broglie établit les ondes de phase.
En juillet 1925, Werner Heisenberg définit la mécanique matricielle.
En décembre 1925, Paul Dirac pose les trois conditions quantiques devant être vérifiées par une éventuelle procédure de quantification :
1. l'application {\displaystyle f\mapsto {\hat {f}}} doit être {\displaystyle \mathbb {R} }-linéaire,
2. si {\displaystyle f} est constante, alors {\displaystyle {\hat {f}}} doit être l'opérateur multiplication,
3. {\displaystyle [{\hat {f}}_{1},{\hat {f}}_{2}]=-i\hbar {\widehat {\{f_{1},f_{2}\}}}} où {\displaystyle \{\cdot ,\cdot \}} est le crochet de Poisson et où {\displaystyle \hbar } est la constante de Planck réduite. Remarquons que dans le papier de Dirac en 1925 il utilisait la convention de signe opposée du crochet de Poisson de sorte qu'il n'avait pas le signe négatif du côté droit de cette équation.
1926 : Dans une série de papiers, Erwin Schrödinger pose la fonction d'onde {\displaystyle \psi } et l'équation de Schrödinger.
1927 : Hermann Weyl introduit la quantification de Weyl, tentative d'associer une observable (un opérateur auto-adjoint) à une fonction réelle sur l'espace des phases.
1953 : Jean-Marie Souriau définit la notion de variété symplectique {\displaystyle (M,\omega )}.
1958 : André Weil pose le théorème d'intégralité de Weil. Dans le contexte de la quantification géométrique, ce théorème stipule que la forme symplectique {\displaystyle \omega } sur {\displaystyle M} est la forme de courbure d'un {\displaystyle \mathbb {C} ^{\times }}-fibré principal préquantique {\displaystyle P\to M} si et seulement si la seconde classe de cohomologie de de Rham de la forme symplectique est entière, i.e. {\displaystyle [\omega ]\in H^{2}(M;2\pi \hbar \mathbb {Z} )}. Le théorème d'intégralité de Weil, qui s'écrit de manière équivalente comme {\displaystyle [\omega ]=2\pi \hbar c_{1}} pour {\displaystyle c_{1}} la première classe de Chern du {\displaystyle \mathbb {C} ^{\times }}-fibré {\displaystyle P}, est un cas particulier de la théorie de Chern-Weil.
1960 : Jean-Marie Souriau, définit la préquantification géométrique.
Tout comme la théorie de Kaluza-Klein est fondée sur un {\displaystyle \mathrm {U} (1)}-fibré principal dont la variété de base est l'espace-temps, la préquatification de Souriau est fondée sur un {\displaystyle \mathrm {U} (1)}-fibré principal dont la variété de base est une variété symplectique.
1964 : Roger Penrose établit que l'équation d'une onde scalaire sans masse sur un espace-temps courbe {\displaystyle (+,-,-,-)} de dimension 4 contient un terme de courbure scalaire, i.e. {\displaystyle (\square -R/6)\psi =0}. Cette équation est laissée invariante par la transformation {\displaystyle g_{ij}\mapsto e^{2\varphi }g_{ij}}, {\displaystyle \psi \mapsto e^{-\varphi }\psi }.
1968 : N. A. Chernikov et E. A. Tagirov établissent que l'équation de Klein-Gordon sur un espace-temps courbe {\displaystyle (+,-,-,-)} est  {\displaystyle (\square -R/6)\psi =-\left(mc/\hbar \right)^{2}\psi }. Cette équation est laissée invariante par la transformation {\displaystyle g_{ij}\mapsto e^{2\varphi }g_{ij}}, {\displaystyle \psi \mapsto e^{-\varphi }\psi }, {\displaystyle m\mapsto e^{-\varphi }m}.
70's : La quantification géométrique avance avec, notamment, les travaux d'Alexandre Kirillov, de Bertram Kostant, de Shlomo Sternberg, de Robert J. Blattner, etc.
La notion de polarisation et de correction métaplectique est introduite.
80's : Il est question de quantification métaplectique-c. Grosso modo, au lieu d'un produit tensoriel "{\displaystyle Mp\otimes U(1)}", on prend une extension non-triviale {\displaystyle U(1)} du groupe symplectique. L'avantage est que la quantification s'applique à tous les {\displaystyle (\mathbb {C} P^{n},\omega _{\mathrm {FS} })} et non qu'aux {\displaystyle (\mathbb {C} P^{n},\omega _{\mathrm {FS} })} de dimension complexe paire (à vérifier).

## Généralités
En mécanique classique :
Considérons une variété symplectique {\displaystyle (M,\omega )} munie d'un hamiltonien {\displaystyle H_{t}}.
Le champ vectoriel hamiltonien {\displaystyle X_{t}} de {\displaystyle H_{t}} sur {\displaystyle M} est défini par {\displaystyle \omega (\cdot ,X_{t})=-dH_{t}}.
Le flot hamiltonien {\displaystyle \varphi _{t}} de {\displaystyle H_{t}} est le flot du champ vectoriel {\displaystyle X_{t}}, c'est-à-dire :
{\displaystyle X_{t}={\frac {d\varphi _{t}}{dt}}\circ \varphi _{t}^{-1}}
Considérons une observable classique {\displaystyle f_{t}} définie sur {\displaystyle M}.
Rappelons que le crochet de Poisson entre {\displaystyle H_{t}} et {\displaystyle f_{t}} peut s'écrire comme {\displaystyle \{H_{t},f_{t}\}=df_{t}(X_{t})}.
L'évolution dynamique de l'observable {\displaystyle f_{t}} par le flot hamiltonien {\displaystyle \varphi _{t}} est donnée par le pull-back :
{\displaystyle \varphi _{t}^{*}f_{t}=f_{t}\circ \varphi _{t}}
La dérivée temporelle totale de {\displaystyle \varphi _{t}^{*}f_{t}} est l'équation d'Hamilton :
{\displaystyle {\frac {d}{dt}}\left(\varphi _{t}^{*}f_{t}\right)=\varphi _{t}^{*}\left(\{H_{t},f_{t}\}+{\frac {\partial f_{t}}{\partial t}}\right)}
En mécanique quantique :
Considérons un espace de Hilbert {\displaystyle {\mathcal {H}}} muni d'un opérateur hamiltonien {\displaystyle {\hat {H}}_{t}}.
L'opérateur d'évolution temporelle unitaire {\displaystyle U(t,t_{0})} correspondant à l'hamiltonien {\displaystyle {\hat {H}}(t)} est défini par :
{\displaystyle {\hat {H}}(t)=i\hbar {\frac {dU(t,t_{0})}{dt}}\circ U(t,t_{0})^{-1}}
Considérons une observable quantique {\displaystyle {\hat {f}}_{t}} agissant sur {\displaystyle {\mathcal {H}}}.
Selon la représentation de Heisenberg, l'évolution dynamique de l'observable {\displaystyle {\hat {f}}_{t}} par l'hamiltonien {\displaystyle {\hat {H}}_{t}} est donnée par l'action adjointe :
{\displaystyle \mathrm {Ad} _{U(t,t_{0})}^{-1}\circ {\hat {f}}_{t}=U(t,t_{0})^{-1}\circ {\hat {f}}_{t}\circ U(t,t_{0})}
La dérivée temporelle totale de {\displaystyle \mathrm {Ad} _{U(t,t_{0})}^{-1}\circ {\hat {f}}_{t}} est l'équation de Heisenberg :
{\displaystyle {\frac {d}{dt}}\left(\mathrm {Ad} _{U(t,t_{0})}^{-1}\circ {\hat {f}}_{t}\right)=\mathrm {Ad} _{U(t,t_{0})}^{-1}\circ \left({\frac {i}{\hbar }}\left[{\hat {H}}_{t},{\hat {f}}_{t}\right]+{\frac {\partial {\hat {f}}_{t}}{\partial _{t}}}\right)}

## Correspondances entre la mécanique classique et la mécanique quantique
On remarque ici une panoplie de correspondances entre la mécanique classique et la mécanique quantique.
Par exemple :
- L'hamiltonien classique {\displaystyle H_{t}} correspond à l'hamiltonien quantique {\displaystyle {\hat {H}}_{t}}
- L'observable classique {\displaystyle f_{t}} correspond à l'observable quantique {\displaystyle {\hat {f}}_{t}}
- Le flot hamiltonien {\displaystyle \varphi _{t}} correspond l'opérateur d'évolution unitaire {\displaystyle U(t,t_{0})}
- Le pull-back {\displaystyle \varphi _{t}^{*}} correspond à l'action adjointe {\displaystyle \mathrm {Ad} _{U(t,t_{0})}^{-1}}
- L'équation d'Hamilton correspond à l'équation de Heisenberg
- Le crochet de Poisson correspond au commutateur quantique via {\displaystyle {\frac {i}{\hbar }}\left[{\hat {f}}_{t},{\hat {g}}_{t}\right]={\widehat {\{f_{t},g_{t}\}}}}

À cette liste pourrait s'ajouter ces correspondances importantes :
- L'état classique {\displaystyle x\in (M,\omega )} correspond au vecteur d'état quantique {\displaystyle |\psi (t_{0})\rangle \in {\mathcal {H}}}
- Une orbite hamiltonienne classique {\displaystyle x(t)=\varphi _{t}(x)} correspond à une orbite hamiltonienne quantique {\displaystyle |\psi (t)\rangle =U(t,t_{0})|\psi (t_{0})\rangle }

Ces deux dernières correspondances sont à prendre avec un grain de sel.
En effet, dans l'espace des phases, l'état classique {\displaystyle x\in \mathbb {R} ^{2n}} possède une position {\displaystyle q} et un momentum {\displaystyle p} bien déterminé.
En quantique, au contraire, le principe d'incertitude empêche de savoir en même temps la valeur de {\displaystyle {\hat {q}}} et de {\displaystyle {\hat {p}}}.
Une meilleure analogie est en termes de mécanique statistique.
Sur la variété symplectique {\displaystyle (M,\omega )} repose la forme volume canonique de Liouville {\displaystyle \Omega =\omega ^{\wedge n}/n!}.
À une fonction de densité de probabilités {\displaystyle \rho :M\to \mathbb {R} _{\geq 0}} correspond une densité de probabilités {\displaystyle d\mu =\rho \Omega } :
{\displaystyle \int _{M}d\mu =\int _{M}\rho \Omega =1}
Vient alors deux correspondances entre la mécanique statistique et la mécanique quantique :
- L'égalité {\displaystyle \int _{M}d\mu =1} correspond à la condition de normalisation {\displaystyle \langle \psi |\psi \rangle =1}
- L'espérance classique {\displaystyle \langle f_{t}\rangle _{\rho }:=\int _{M}f_{t}\rho \Omega } correspond à l'espérance quantique {\displaystyle \langle {\hat {f}}_{t}\rangle _{\psi }:=\langle \psi |{\hat {f}}_{t}|\psi \rangle }.

La première correspondance peut sembler relativement inutile.
Toutefois, elle indique que les fonctions d'ondes quantiques sont des demi-densités de probabilités.
Cette relation {\displaystyle \psi \approx {\sqrt {d\mu }}} est à l'origine de la correction métaplectique.
Enfin, il existe une autre analogie.
En mécanique classique, on peut définir l'évolution dynamique d'un système classique de deux manières différentes mais équivalentes.
La première est de se dire que les observables classiques {\displaystyle f_{t}\in {\mathcal {C}}^{\infty }(M;\mathbb {R} )} sont fixés sur {\displaystyle M} alors que les états classiques {\displaystyle x\in M} évoluent dans le temps en étant poussés par le flot hamiltonien :
{\displaystyle {\begin{aligned}\varphi _{t}:M&\to M\\x&\mapsto \varphi _{t}(x)\end{aligned}}}
La seconde est de se dire que les états classiques {\displaystyle x\in M} sont fixés alors que les observables classiques évoluent dans le temps en étant tirés par le flot hamiltonien :
{\displaystyle {\begin{aligned}\varphi _{t}:{\mathcal {C}}^{\infty }(M;\mathbb {R} )&\to {\mathcal {C}}^{\infty }(M;\mathbb {R} )\\f_{t}&\mapsto \varphi _{t}^{*}f_{t}=f_{t}\circ \varphi _{t}\end{aligned}}}
Ces deux manières sont équivalentes en ce sens que l'évolution temporelle de la valeur numérique obtenue par évaluation d'une observable classique sur un état classique est la même :
{\displaystyle (f_{t}\circ \varphi _{t})(x)=f_{t}(\varphi _{t}(x))}
Ces deux manières équivalentes de voir les choses correspondent respectivement à la représentation de Schrödinger où les états quantiques évoluent comme :
{\displaystyle {\begin{aligned}{\mathcal {H}}&\to {\mathcal {H}}\\|\psi \rangle &\mapsto U(t,t_{0})|\psi \rangle \end{aligned}}}
et à la représentation de Heisenberg où les observables quantiques évoluent comme :
{\displaystyle {\begin{aligned}\mathrm {End} ({\mathcal {H}})&\to \mathrm {End} ({\mathcal {H}})\\{\hat {f}}_{t}&\mapsto \mathrm {Ad} _{U(t,t_{0})}^{-1}\circ {\hat {f}}_{t}\end{aligned}}}

## Règles à suivre pour une procédure de quantification géométrique
Le but de la quantification géométrique est d'associer à une observable classique {\displaystyle f_{t}} sur une variété symplectique {\displaystyle (M,\omega )} un opérateur quantique {\displaystyle {\hat {f}}_{t}} sur un espace de Hilbert {\displaystyle {\mathcal {H}}}.
Une procédure de quantification géométrique donnée doit être géométrique au sens où elle ne doit pas dépendre d'un choix de coordonnées locales particulières sur la variété {\displaystyle M}.
Cette procédure doit de plus satisfaire les trois conditions de Dirac énoncées plus haut.
Enfin, la procédure doit pourvoir construire les systèmes quantiques usuels de la mécanique quantique, e.g. :
{\displaystyle {\begin{aligned}q&\mapsto {\hat {q}}=q\\p&\mapsto {\hat {p}}=-i\hbar {\frac {\partial }{\partial q}}\\H_{t}=p^{2}/2m+V(q,t)&\mapsto {\hat {H}}_{t}=-(\hbar ^{2}/2m)\Delta +V({\hat {q}},t)\end{aligned}}}

## Tentatives de quantifications géométriques
Première tentative :
D'abord, on se donne {\displaystyle \Omega :=\omega ^{\wedge n}/n!\in \Omega ^{2n}(M;\mathbb {R} )}, la forme volume de Liouville canonique induite par la forme symplectique {\displaystyle \omega } sur {\displaystyle M}.
On considère alors la première quantification naïve suivante :
- Un état quantique est une fonction {\displaystyle \psi :M\to \mathbb {C} }.
- Le produit hermitien d'états quantiques est {\displaystyle \langle \psi _{1}|\psi _{2}\rangle :=\int _{M}{\overline {\psi }}_{1}\psi _{2}\Omega }.
- L'espace de Hilbert est l'espace des fonctions de carrés sommables {\displaystyle {\mathcal {H}}:=L^{2}(M;\mathbb {C} )}, pour le produit hermitien qui précède.
- La quantification d'observables {\displaystyle f\mapsto {\hat {f}}} est :

{\displaystyle {\hat {f}}:=-i\hbar X_{f}}
où {\displaystyle X_{f}} est le champ vectoriel hamiltonien de {\displaystyle f}.
Ici, l'opérateur {\displaystyle {\hat {f}}} agit sur {\displaystyle \psi } par dérivée de Lie {\displaystyle {\hat {f}}\psi =-i\hbar X_{f}\psi }.
Le commutateur quantique correspond au crochet de Lie de champs vectoriels.
Ce faisant, en utilisant la relation {\displaystyle X_{\{f,g\}}=[X_{f},X_{g}]} entre le crochet de Poisson et le crochet de Lie, la quantification naïve vérifie bien l'axiome 3. de la quantification de Dirac.
Cette quantification satisfait aussi l'axiome 1.
Mais elle ne satisfait pas l'axiome 2. puisque pour une fonction constante {\displaystyle f=1} on a {\displaystyle X_{f}=0}, ce qui ne donne pas l'opérateur de multiplication {\displaystyle f}.
Seconde tentative :
Au lieu de considérer des fonctions complexes {\displaystyle \psi :M\to \mathbb {C} }, on considère des sections {\displaystyle \psi \in \Gamma (E)} pour {\displaystyle E\to M} d'un fibré en droites hermitiennes avec connexion {\displaystyle (E,A,h)} sur {\displaystyle M}.
D'abord on se donne :
- {\displaystyle \pi :P\to M}, un {\displaystyle \mathbb {C} ^{\times }}-fibré principal
- {\displaystyle \rho :\mathbb {C} ^{\times }\to \mathrm {Aut} (\mathbb {C} )}, la représentation canonique du groupe structurel matriciel {\displaystyle \mathbb {C} ^{\times }=\mathrm {GL} (1;\mathbb {C} )}, i.e. {\displaystyle \rho (z)v=zv,\forall z\in \mathbb {C} ^{\times },\forall v\in \mathbb {C} }.
- {\displaystyle E:=P\times _{\rho }\mathbb {C} }, le fibré associé canonique. C'est un fibré en droites complexes.
- {\displaystyle \mathbb {C} =\mathrm {Lie} (\mathbb {C} ^{\times })}, l'algèbre de Lie du groupe structurel
- {\displaystyle A\in \Omega ^{1}(P;\mathbb {C} )}, une 1-forme de connexion
- {\displaystyle F\in \Omega ^{2}(M;\mathbb {C} )}, la 2-forme de courbure de {\displaystyle A} sur {\displaystyle M}.
- {\displaystyle h\in \Gamma ({\overline {E}}^{*}\otimes E^{*})}, une structure hermitienne pour le fibré en droites {\displaystyle E}.

On suppose que :
- {\displaystyle d_{A}h=0}, i.e. que {\displaystyle h} est {\displaystyle A}-adaptée. Ceci est équivalent à dire que {\displaystyle F} est à valeurs purement imaginaires.
- {\displaystyle \omega =i\hbar F}. Par la théorie de Chern-Weil, on sait que la seconde classe de cohomologie de de Rham de la 2-forme de courbure sur {\displaystyle M} est entière, i.e. {\displaystyle [F]/(2\pi i)\in H^{2}(M;\mathbb {Z} )}. Ceci se traduit par la fameuse condition d'intégralité de Weil {\displaystyle [\omega ]\in H^{2}(M;2\pi \hbar \mathbb {Z} )} sur la forme symplectique {\displaystyle \omega }. Cette condition sur la forme symplectique est nécessaire et suffisante pour que la variété symplectique {\displaystyle (M,\omega )} soit préquantifiable, i.e. qu'elle admette un fibré en droites hermitiennes avec connexion dont la courbure concorde avec la forme symplectique tel que décrit plus haut.

On considère alors le contexte quantique suivant :
- Un état quantique est une section {\displaystyle \psi \in \Gamma (E)}
- Le produit hermitien est {\displaystyle \langle \psi _{1}|\psi _{2}\rangle :=\int h(\psi _{1},\psi _{2})\Omega }
- L'espace de Hilbert est l'espace des fonctions de carrés sommables {\displaystyle {\mathcal {H}}:=L^{2}(M;E)}, pour le produit hermitien qui précède.
- La quantification d'observables {\displaystyle f\mapsto {\hat {f}}} est[26] :

{\displaystyle {\hat {f}}=-i\hbar \nabla _{X_{f}}+f}
où {\displaystyle \nabla _{X_{f}}\psi =\iota _{X_{f}}d_{A}\psi } est la dérivée covariante de {\displaystyle \psi } dans la direction du champ vectoriel hamiltonien {\displaystyle X_{f}}.
Cette procédure de quantification satisfait les trois axiomes de quantification de Dirac.
Toutefois, elle ne donne pas les bons opérateurs.
Donnons-nous une section trivialisante locale {\displaystyle s_{\mu }:(U_{\mu }\subset M)\to (\pi ^{-1}(U_{\mu })\subset P)}.
Elle tire la forme de connexion {\displaystyle A} en bas à {\displaystyle A_{\mu }:=s_{\mu }^{*}A\in \Omega ^{1}(U_{\mu };\mathbb {C} )}.
Cette dernière forme différentielle complexe induit un potentiel symplectique local complexe {\displaystyle \lambda _{\mu }:=i\hbar A_{\mu }\in \Omega ^{1}(U_{\mu };\mathbb {C} )}, i.e. {\displaystyle \omega =d\lambda _{\mu }} sur {\displaystyle U_{\mu }}.
Une section {\displaystyle \psi \in \Gamma (E)} correspond à une fonction {\displaystyle \rho }-équivariante {\displaystyle \psi ^{\sharp }:P\to \mathbb {C} }. Cette fonction se tire via {\displaystyle s_{\mu }} à une fonction {\displaystyle \psi _{\mu }:=s_{\mu }^{*}\psi ^{\sharp }:U_{\mu }\to \mathbb {C} } sur {\displaystyle U_{\mu }}. La dérivée covariante de {\displaystyle \psi } par un champ vectoriel {\displaystyle X\in {\mathfrak {X}}(M)} s'écrit alors localement :
{\displaystyle (\nabla _{X}\psi )_{\mu }:=X\psi _{\mu }+A_{\mu }(X)\psi _{\mu }}
Considérons de plus des coordonnées de Darboux {\displaystyle (p_{j},q^{j})_{j=1,...,n}} sur {\displaystyle U_{\mu }}, i.e. {\displaystyle \omega |_{U_{\mu }}=\sum _{j}dp_{j}\wedge dq^{j}} et le potentiel symplectique {\displaystyle \lambda _{\mu }=\sum _{j}p_{j}dq^{j}}.
Alors, la quantification d'une observable {\displaystyle f} est explicitement donnée par :
{\displaystyle {\hat {f}}=-i\hbar X_{f}-L_{f}}
où {\displaystyle L_{f}:=\sum _{j}p_{j}{\frac {\partial f}{\partial p_{j}}}-f} est la transformée de Legendre de {\displaystyle f}.
En particulier, la quantification des observables classiques {\displaystyle p_{j}}, {\displaystyle q^{j}} et {\displaystyle H={\frac {1}{2m}}\sum _{i,j}g^{ij}p_{i}p_{j}+V(q)} donne :
{\displaystyle {\hat {p}}_{j}=-i\hbar {\frac {\partial }{\partial q^{j}}}}
{\displaystyle {\hat {q}}^{j}=i\hbar {\frac {\partial }{\partial p_{j}}}+q^{j}}
{\displaystyle {\hat {H}}=-i\hbar \left(\sum _{i,j}{\frac {p_{i}}{m}}{\frac {\partial }{\partial q^{i}}}-\sum _{j}{\frac {\partial V}{\partial q^{i}}}{\frac {\partial }{\partial p_{i}}}\right)-\left({\frac {1}{2m}}\sum _{i,j}g^{ij}p_{i}p_{j}-V(q)\right)}
On remarque qu'il y a un terme de trop dans l'opérateur {\displaystyle {\hat {q}}^{j}} et que l'opérateur hamiltonien n'est pas bon.
Il faut alors considérer un espace d'états quantiques plus petit, où les fonctions d'ondes sont covariantes constantes dans une certaine direction.
Ceci mène vers la notion de polarisation, i.e. un feuilletage lagrangien de la variété symplectique {\displaystyle (M,\omega )}.
Ce feuilletage doit satisfaire une condition quantique d'intégralité relié aux vieilles théories quantiques de Niels Bohr et d'Arnold Sommerfeld.
Troisième tentative :
Il existe trois types de polarisations sur une variété symplectique {\displaystyle (M,\omega )} :
- les polarisations réelles
- les polarisations complexes (ou Kähler)
- les polarisations mixtes (certaines directions réelles et d'autres complexes)

Par simplicité de la présentation, ne considérons que les polarisations réelles.
Une polarisation réelle {\displaystyle {\mathcal {L}}} sur {\displaystyle (M,\omega )} est la donnée d'un feuilletage de {\displaystyle M} dont les feuilles sont des sous-variétés lagrangiennes.
En coordonnées locales de Darboux {\displaystyle (p_{j},q^{j})_{j=1,...,n}}, deux exemples de polarisations sont la polarisation verticale {\displaystyle {\mathcal {L}}_{\mathrm {ver} }}  dont les feuilles lagrangiennes sont les espaces {\displaystyle \{(p,q):q=const.\}} et la polarisation horizontale {\displaystyle {\mathcal {L}}_{\mathrm {hor} }} dont les feuilles lagrangiennes sont les espaces {\displaystyle \{(p,q):p=const.\}}.
Au lieu de considérer toutes les sections {\displaystyle \psi \in \Gamma (E)}, on ne considère que celles qui sont covariantes constantes dans la direction d'une polarisation donnée {\displaystyle {\mathcal {L}}} .
Ceci donne lieu à un espace de Hilbert restreint {\displaystyle {\mathcal {H}}({\mathcal {L}})}.
Le noyau BKS sert à passer d'une polarisation à l'autre.
Par exemple, le passage de la polarisation polarisation horizontale {\displaystyle {\mathcal {L}}_{\mathrm {hor} }} à la polarisation verticale {\displaystyle {\mathcal {L}}_{\mathrm {ver} }} donne lieu à une transformation unitaire {\displaystyle {\mathcal {H}}({\mathcal {L}}_{\mathrm {ver} })\to {\mathcal {H}}({\mathcal {L}}_{\mathrm {hor} })} communément appelée transformée de Fourier.
Maintenant qu'on a en main la notion de polarisation, reconsidérons la quantification des opérateurs.
En coordonnées de Darboux avec le potentiel symplectique {\displaystyle \lambda _{\mu }=\sum _{j}p_{j}dq^{j}} et la polarisation verticale, on voit que les opérateurs ci-haut {\displaystyle {\hat {p}}_{j}}, {\displaystyle {\hat {q}}^{j}} et {\displaystyle {\hat {H}}} deviennent :
{\displaystyle {\hat {p}}_{j}=-i\hbar {\frac {\partial }{\partial q^{j}}}}
{\displaystyle {\hat {q}}^{j}=q^{j}}
{\displaystyle {\hat {H}}=-i\hbar \sum _{i,j}{\frac {p_{i}}{m}}{\frac {\partial }{\partial q^{i}}}-\left({\frac {1}{2m}}\sum _{i,j}g^{ij}p_{i}p_{j}-V(q)\right)}
Bien que les deux opérateur {\displaystyle {\hat {p}}_{j}} et {\displaystyle {\hat {q}}_{j}} sont ceux attendus, l'opérateur hamiltonien n'est toujours pas bon.
Ceci est dû au fait que le flot hamiltonien de l'hamiltonien {\displaystyle H} ne préserve pas la polarisation verticale, i.e. ne la laisse pas invariante.
Ce faisant, l'opérateur hamiltonien ici n'envoie pas {\displaystyle {\mathcal {H}}({\mathcal {L}}_{\mathrm {ver} })} en lui-même mais en un autre espace de Hilbert.
Pour corriger le tir, il faut prendre une limite sur une itération de transformations unitaires via le noyau BKS.
Ce processus correspond à la notion d'intégrale de chemin de Feynman.
On trouve alors le bon opérateur hamiltonien.
Ensuite il y a d'autres problèmes (quoi donc ?) et il faut introduire la notion de correction métaplectique.
Cette correction métaplectique ne peut pas quantifier tous les {\displaystyle \mathbb {C} P^{n}} alors il faut la corriger pour la correction métaplectique-c.

## Résultats
La quantification géométrique de l'hamiltonien classique d'une particule électriquement chargée sur une variété riemannienne de dimension {\displaystyle n} :
{\displaystyle H(p,q)={\frac {1}{2m}}\sum _{i,j=1}^{n}g^{ij}(q)p_{i}p_{j}+V(q)}
est :
{\displaystyle {\hat {H}}=-{\frac {\hbar ^{2}}{2m}}\left(\Delta -{\frac {1}{6}}R\right)+V}
Ici, {\displaystyle \Delta } est l'opérateur de Laplace-Beltrami et {\displaystyle R} est la courbure scalaire de la métrique riemannienne {\displaystyle g_{ij}}.
En particulier :
- Lorsque {\displaystyle R=0}, on retrouve l'opérateur hamiltonien suggéré en 1926 par Schrödinger[29] qui sert, en particulier, à établir le spectre atomique de l'atome d'hydrogène en coordonnées sphériques.
- Lorsque {\displaystyle n=3}, l'équation de Schrödinger {\displaystyle i\hbar {\frac {\partial \psi (q,t)}{\partial t}}={\hat {H}}\psi (q,t)} pour cet hamiltonien correspond aussi à l'approximation non-relativiste de l'équation de Klein-Gordon sur un espace-temps courbe de signature {\displaystyle (+,-,-,-)}

,, :
{\displaystyle \left(\square -{\frac {1}{6}}R\right)\psi =-\left({\frac {mc}{\hbar }}\right)^{2}\psi }
Enfin, la quantification géométrique peut être utilisée dans un contexte de dimension 5 en théorie de Kaluza-Klein pour quantifier la charge électrique.

### Livres
Par ordre chronologique, mentionnons :
- 1970, J.-M. Souriau, Structure des systèmes Dynamiques.
- 1976, D. J. Simms & N. M. J. Woodhouse, Lectures on Geometric Quantization.
- (en) J. Sniatycki, Geometric quantization and quantum mechanics, 1980.
- 1983, P. Dazord & N. Desolneux-Moulis, Feuilletages et quantification géométrique.
- 1989, P. L. Robinson & J. H. Rawnsley, The metaplectic representation, {\displaystyle Mp^{c}} structures and geometric quantization.
- (en) N. M. J. Woodhouse, Geometric quantization, Clarendon Press., 1991.
- 2006, Maurice de Gosson, Symplectic Geometry and Quantum Mechanics.